# Сєнна (Костромська область)
Сєнна (рос. Сенная) — село в Чухломському районі Костромської області Російської Федерації.
Населення становить 50 осіб. Входить до складу муніципального утворення Чухломське сільське поселення.

## Історія
У 1936-1944 року населений пункт перебував у складі Ярославської області. Від 1944 належить до Костромської області.
Від 2007 року входить до складу муніципального утворення Чухломське сільське поселення.

## Населення
| 2008 | 2010 | 2014 |
| ---- | ---- | ---- |
| 56   | ↘46  | ↗50  |